# Ilmar Jaks
Ilmar Jaks (* 4. April 1923 in Asuküla, heute zu Vilkla, Landgemeinde Ridala, Kreis Lääne; † 1. September 2019 in Stockholm) war ein estnischer Schriftsteller.

## Exil
Ilmar Jaks wurde als Sohn von Alexander Jaks (1880–1958) und seiner Frau Minna Emilie Abner (1895–1966) geboren. Nach seiner Gymnasialzeit in Haapsalu arbeitete er in Tallinn als Journalist. Mit Ausbruch des Zweiten Weltkriegs kämpfte er in einer finnischen Einheit gegen die Sowjetunion. Er floh auf abenteuerlichen Wegen aus der sowjetischen Kriegsgefangenschaft. 1945 konnte er über Finnland nach Schweden ins Exil flüchten. Von 1949 bis 1953 studierte Jaks Rechtswissenschaft an der Universität Uppsala. Danach war er als Anwalt in Stockholm tätig und lebte zeitweise an zahlreichen Orten in Westeuropa.

## Schriftsteller
1949 debütierte Jaks als Prosa-Schriftsteller. In Saaremaalt Leningraadi: Tööpataljonlase päevik 1944–1945 verarbeitete er seine Erlebnisse in einem Arbeitsbataillon bei Leningrad. 1958 legte er mit Aruanne seine erste Novellen-Sammlung vor. Es folgten weitere Novellen und Romane, die in Exilverlagen in Schweden erschienen. Erst mit Wiedererlangung der estnischen Unabhängigkeit konnte Jaks' Werk auch in Estland gedruckt werden. 1992 und 2004 wurde ihm in Estland der renommierte „Friedebert Tuglas Literaturpreis“ verliehen.
Ilmar Jaks setzt sich in seinen Büchern immer wieder mit dem Krieg und der Nachkriegszeit auseinander. Sein Blick ist der des Flüchtlings im Exil. Immer steht der individuelle Mensch im Mittelpunkt. Jaks ist dabei nicht an sein eigenes Schicksal gebunden, sondern versucht in seinen Novellen und Romanen das universell Menschliche herauszuarbeiten.

## Privatleben
Ilmar Jaks war in erster Ehe verheiratet mit Astrid Kruus (1929–1976). Nach dem Tod seiner Frau heiratete er die französisch-vietnamesische Lyrikerin Ariane Kveld Jaks (* 1964).

## Wichtigste Werke
- Saaremaalt Leningraadi: Tööpataljonlase päevik 1944–1945 (Stockholm 1949)
- Aruanne (Novellen, Lund 1958)
- Eikellegi maal. Ülestähendusi Siimonist (Roman, Lund 1963)
- Mapp: novelle ja katkendeid (Novellen, Lund 1970)
- Keldrist pööningule (Lund 1971)
- Augeiase tallid (Novellen, Lund 1977)
- Talu (Roman, Lund 1980)
- Neptun. Õiguse telgitagustest (Roman, Stockholm 1981)
- Augeiase tallid (Novellen, 1991)
- Pimedus (Novellen, Tartu 2003)
- Pleenum Heaolu Keskasutuses (Tallinn, 2004)